# 四族镇
四族镇，是中华人民共和国甘肃省定西市漳县下辖的一个乡镇级行政单位。
2016年，甘肃省民政厅批复同意撤销四族乡，设立四族镇。

## 行政区划
四族镇下辖以下地区：
四族社区、四族村、包家能岸村、马莲滩村、曾家河村、周家门村、牙里村、草川坪村、韩家山村和麻米寺村。